# Pîsarenkî, Poltava
Pîsarenkî (în ucraineană Писаренки) este un sat în comuna Kalașnîkî din raionul Poltava, regiunea Poltava, Ucraina.

## Demografie
Componența lingvistică a localității Pîsarenkî
     Ucraineană (79,17%)
     Rusă (19,44%)
     Română (1,39%)
Conform recensământului din 2001, majoritatea populației localității Pîsarenkî era vorbitoare de ucraineană (79,17%), existând în minoritate și vorbitori de rusă (19,44%) și română (1,39%).